# Thelypteris chimboracensis
Thelypteris chimboracensis är en kärrbräkenväxtart som beskrevs av Alan Reid Smith. Thelypteris chimboracensis ingår i släktet Thelypteris och familjen Thelypteridaceae. Inga underarter finns listade.